# ژان پاریزو دو ولت
ژان پاریزو دو ولت (فرانسوی: Jean Parisot de Valette‎؛ ۴ فوریه ۱۴۹۵ – ۲۱ اوت ۱۵۶۸) شخصیت برجسته فرانسوی بود که از ۲۱ اوت ۱۵۵۷ تا زمان مرگش چهل و نهمین فرمانده ارتش شوالیه‌های مالت بود. او به عنوان یک شوالیه هوسپیتالر در جنگ سپاهیان فرانسه علیه امپراتوری عثمانی در رودس شرکت کرد. ولت در این جنگ تبدیل به یک رهبر شاخص شد و محاصره بزرگ مالت که او در سال ۱۵۶۵ رهبری کرد، توسط برخی به عنوان بزرگترین محاصره در تاریخ یاد شده‌است.